# Time Is the Key
Time is the Key is een album van Pierre Moerlen's Gong; een afsplitsing, dan wel tijdelijke vervanger van Gong. Het album bevat muziek die het beste is in te delen in de categorie melodieuze, maar ook technische en ritmische jazzrock. Dat technische komt voornamelijk door de invloed van Allan Holdsworth, ook al speelt hij niet op alle tracks mee. De spacerock van Gong zelf is hier helemaal niet te horen. Alle muziek is in Ierland gecomponeerd door Pierre Moerlen, behalve track 5, dat een compositie is van Rowe. De bijna altijd aanwezige vibrafoon geeft de muziek een licht timbre.

## Tracks en bezetting
Track 1: Ard Nar Greine
- Pierre Moerlen: alle percussie waaronder elektrische vibrafoon;
- Darryl Way: viool;
- Joe Kirby: contrabas;

Track 2: Earthrise
- Moerlen: drums, percussie;
- Peter Lemer: toetsen;
- Kirby: contrabas.

Track 3: Supermarket
- Moerlen: drums, percussie;
- Bon Logaza: gitaar;
- Hansford Rowe: basgitaar;
- Lemer: toetsen.

Track 4: Faerie steps
- zie track 3

Track 5: An American in England
- Moerlen: drums, toetsen;
- Rowe: basgitaar en akoestische gitaar;
- Logaza: akoestische gitaar;

Track 6: The organ grinder
- zie track 3

Track 7: Sugar Street
- zie track 3; Moerlen haalt ook strijkersklanken uit de synthesizer;

Track 8: The bender
- zie track 3 +
- Nico Ramsdan: ritmegitaar en gitaar.

Track 9: Arabesque intro
Track 10: Arabbesque
- Moerlen: Drums, percussie;
- Rowe: basgitaar;
- Logaza: rtimegitaar ;
- Allan Holdsworth: gitaar;
- Lemer: toetsen.

Track 11: Esnuria II
- Moerlen: drums, percussie;
- Rowe:basgitaar: bassynthesizer;
- Lozaga: ritmegitaar;
- Holdsworth: gitaar;

Track 12: Time is the key
- zie track 10